# Travessia dos Fortes
A Travessia dos Fortes é uma prova de travessia aquática em águas abertas criada em 2001 pelo Exército Brasileiro no Rio de Janeiro. A travessia tem a distância de 3.800 metros com largada do Forte de Copacabana e chegada no Forte do Leme.[carece de fontes?]
Em 2010, o humorista Hélio de la Peña participou da Travessia dos Fortes mas não se classificou entre os trinta e nove  primeiros lugares da categoria masculina, completando o percurso em 1h14min. O trigésimo nono colocado, Victor Hugo Lessa Dias Pinto terminou em 59min35s.